# Déficience auditive
 Mise en garde médicale
La déficience auditive, également appelée perte auditive ou surdité, est une incapacité partielle ou totale à entendre. Elle peut être innée ou acquise après la naissance, à tout moment de la vie,. Chez les enfants, les déficiences auditives peuvent affecter la capacité à acquérir le langage parlé et, chez les adultes, elles peuvent créer des difficultés d'interaction sociale et de travail.
La déficience auditive peut concerner une seule ou les deux oreilles. Elle peut être temporaire ou permanente. La perte auditive liée à l’âge affecte généralement les deux oreilles et est due à la perte des cellules ciliées cochléaires. Chez certaines personnes, qui ne sont pas intégrées dans une communauté de Sourds, et notamment chez les personnes âgées, la déficience auditive peut causer un isolement pathologique.
La déficience auditive peut être causée par un certain nombre de facteurs, notamment : la génétique, le vieillissement, l'exposition au bruit, certaines infections, les complications à la naissance, un traumatisme à l'oreille et certains médicaments ou toxines. Les infections chroniques de l’oreille sont une affection courante entraînant une perte auditive. Certaines maladies pendant la grossesse, comme celles causées par le cytomégalovirus, la syphilis et la rubéole, peuvent également provoquer une déficience auditive chez l'enfant,. La déficience auditive est diagnostiquée lorsque les bilans auditifs révèlent qu'une personne est incapable d'entendre 25 décibels dans au moins une oreille. Des tests de dépistage d'une mauvaise audition sont recommandés pour tous les nouveau-nés. La déficience auditive peut être classée comme légère (25 à 40 dB), modérée (41 à 55 dB), modéré à sévère (56 à 70 dB), sévère (71 à 90 dB), ou profond (supérieur à 90 dB). Il existe trois principaux types de perte auditive : la déficience auditive de conduction, la déficience auditive neurosensorielle et la déficience auditive mixte.
Près de la moitié des déficiences auditives dans le monde sont évitables avec des mesures de santé publique. Ces pratiques recommandées par l'Organisation mondiale de la santé comprennent la vaccination, les bonnes pratiques de soins de la mère pendant la grossesse, le fait d'éviter les bruits forts et d'éviter certains médicaments,. L'OMS recommande aux jeunes de limiter leur exposition aux sons forts et l'utilisation d'écouteurs à une heure par jour afin de limiter leur exposition au bruit. L’identification et le soutien précoces sont particulièrement importants chez les enfants. Pour beaucoup, les appareils auditifs, la langue des signes, les implants cochléaires et les sous-titres sont utiles. La lecture labiale est une compétence utile que certains développent. L’accès aux appareils auditifs est toutefois limité dans de nombreuses régions du monde.
En 2013, la perte auditive touchait environ 1,1 milliard de personnes à des degrés divers. Elle provoque un handicap chez environ 466 millions de personnes (5 % de la population mondiale) et un handicap modéré à grave chez 124 millions de personnes,,. Parmi les personnes souffrant d’un handicap modéré à grave, 108 millions vivent dans des pays à revenu faible ou intermédiaire. Parmi les personnes souffrant de perte auditive, celle-ci a débuté durant l’enfance pour 65 millions. Ceux qui utilisent la langue des signes et qui sont membres de la culture sourde peuvent considérer qu'ils ont une différence ethnolinguistique et socioculturelle plutôt qu’un handicap. De nombreux membres de la culture sourde s'opposent aux tentatives de guérison de la surdité,, et certains au sein de cette communauté considèrent les implants cochléaires avec inquiétude car ils ont le potentiel d'éliminer leur culture.

## Épidémiologie
La déficience auditive peut être classée selon le degré de perte de l'ouïe et selon la localisation de l'atteinte. Son traitement médical est possible, par des appareillages externes ou internes (implants), quoique la récupération de l'audition des phonèmes de la langue puisse continuer à être altérée.
La déficience auditive qui apparaît à l'âge adulte peut avoir des origines médicales ou traumatiques. Elle est un handicap qui peut être compensé par certains moyens mis en œuvre afin d'aider les personnes dites sourdes ou malentendantes.
Lorsqu'elle est congénitale ou survient avant l'apprentissage du langage, la déficience auditive peut compromettre l'apprentissage du langage et par conséquent l'apprentissage de la lecture, et entraîner de multiples problèmes associés à l'illettrisme et aux bas niveaux d'éducation. La déficience auditive précoce nécessite une prise en charge éducative précoce offrant à l'enfant sourd des moyens de communication qui vont lui permettre de bien développer ses relations sociales et d'optimiser son développement émotionnel, cognitif et intellectuel. L'apprentissage de la langue des signes et l'aide à l'apprentissage de la langue orale par diverses méthodes de rééducation et de complément à la lecture labiales remodèlent le cerveau des enfants qui en sont atteints, avec de nombreux bénéfices si cet apprentissage est précoce. Plusieurs méthodes validées sont chacune des avantages démontrés, malgré leurs limites.
La déficience auditive est donc un handicap auditif, induit par une absence, une perte ou une grande diminution de l'ouïe. Le terme « sourd » regroupe de nombreuses personnes atteintes de déficiences auditives différentes, y compris dues à l'âge (une perte d'audition est normale à partir de 65 an).

### Incidence
La perte auditive (conjointement pour les deux oreilles), selon une étude publiée en 2021 dans The Lancet, touchait 1,57 milliard d'humains en 2019, soit un sur cinq, dont 80 % vivaient avec des revenus faibles ou intermédiaires.
- Sans surprise, ceux qui sont exposés au bruit et/ou à des infections de l'oreille, et celles ayant des antécédents familiaux de perte auditive sont aussi plus touchés.
- Cette étude confirme aussi, ce que d'autres études avaient déjà observé : les hommes, à partir de 35 ans, sont plus malentendants que les femmes du même âge.
- De même les personnes vivant en zone rurale présentent plus de risque ; on ignore pourquoi mais quelques hypothèses sont posées :
  - il se pourrait que l'intensité des bruits et la fréquence à laquelle les gens les entendent diffèrent selon qu'on habite en ville ou en milieu rural.
Ainsi, il faudrait passer six à huit heures dans le métro dans une grande ville animée pour s'exposer à un risque de perte auditive, alors qu'après quelques coups de feu, un chasseur sans protection auditive peut déjà endommager son ouïe.
  - Beaucoup d'emplois ruraux exposent à des machines bruyantes.
  - La chasse, le ball-trap ou d'autres formes de tir par arme à feu, sont des sources de risque auditif.
La tronçonneuse et d'autres outils de travail du bois, ou encore la conduite de quads et autres véhicules tout-terrain, mettent également en danger l'audition.

Il serait donc justifié d'accorder un meilleur accès aux spécialistes et aux examens auditifs pour les ruraux.

#### France
En France métropolitaine, environ une personne sur dix est atteinte d'une déficience de l'audition ; une personne de moins de vingt ans sur 25, mais une personne sur trois parmi les plus de 75 ans. Parmi ceux-ci, 300 000 sont sourds de type « déficients auditifs profonds ».
Parmi les enfants nés sourds, la proportion de gauchers est supérieure à la moyenne. Ainsi, d'après une étude, la proportion d'enfants sourds gauchers dépasse 20 % alors qu'elle est de 10 % chez les enfants ne présentant pas de surdité. Les méta-analyses portant sur plus de 5000 participants confirment les multiples études précédentes et établissent que les personnes sourdes ont 2,21 fois de chances d'être gaucher.

### Facteurs de risque chez l'adulte
Le risque de trouble de l'audition est augmenté avec le tabagisme, l'obésité ou la présence d'un diabète.

### Maladie professionnelle

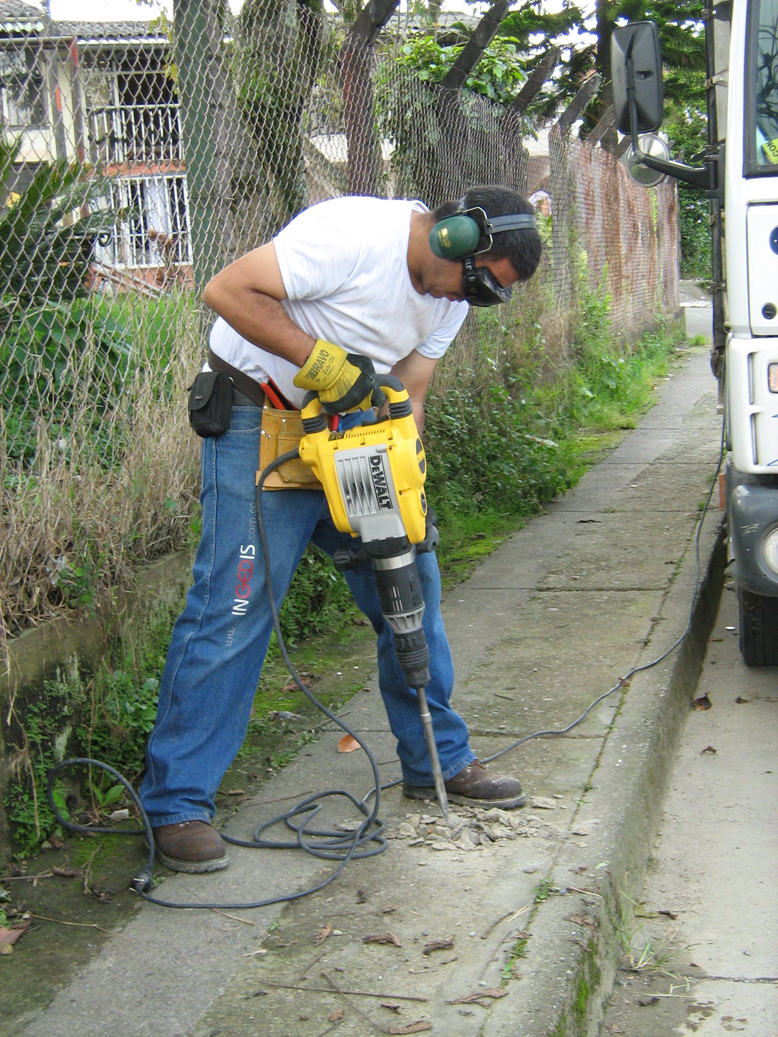
Protections dans l'exercice d'une profession très exposée.

La surdité est dans de nombreux pays (dont en France) reconnue comme maladie professionnelle (en France au tableau no 42 du régime général de la sécurité sociale et dans le tableau no 46 de la mutualité sociale agricole) dans les deux cas assortie d'une liste limitative des travaux susceptibles de provoquer la surdité reconnue et d'un temps minimum d'exposition d'un an (réduite à trente jours pour l'exposition aux bruits violents dans la mise au point des propulseurs, réacteurs et moteurs thermiques). La déclaration et les mesures doivent être faites après trois semaines de cessation de l'exposition au bruit professionnel et avant un an. 
La perte auditive doit être supérieure ou égale à 35 dB sur la meilleure oreille, déficit confirmé par une audiométrie tonale et vocale réalisée trois semaines à un an après la cessation de l'exposition aux bruits lésionnels (ce déficit audiométrique moyen de 35 dB est calculé en divisant par 10 la somme des déficits mesurés sur les fréquences 500, 1 000, 2 000 et 4 000 Hz, pondérés respectivement par les coefficients 2, 4, 3 et 1).
Alors que seulement environ 750 surdités professionnelles sont déclarées et reconnues chaque année en France, les études épidémiologiques pratiquées par la médecine du travail en Europe comme au Québec montrent une atteinte beaucoup plus importante : en France, l'enquête Sumer donnait 27 % de salariés soumis à un bruit excessif et une autre enquête situe à 21,3 % soit 13,5 millions de salariés qui présentent un déficit auditif dû au bruit.
Le traumatisme sonore peut agir comme agent aggravant en cas de prise de médicaments potentiellement ototoxiques et peut être une cause d'accidents du travail, domestiques et de la route.

### Dépistage
De nombreuses technologies peuvent actuellement permettre une prise en charge rapide et efficace.
- Un examen ORL complet (otoscopie, audiométrie, tympanométrie)
- Un suivi annuel chez un médecin généraliste
- Un scanner
- Le dépistage néonatal (dépistage des maladies génétiques, qui s'effectue avant la naissance)
- Un examen clinique otologique

#### Épreuve de Rinne
L'épreuve de Rinne permet de reconnaître le siège d'une lésion auditive. Afin de l'effectuer, le médecin se munit d'un diapason et le fait sonner près de l'oreille, puis fait sonner la queue de l'instrument entre les dents du patient.
Si l'audition par voie aérienne persiste et celle par voie osseuse a cessé, le test de Rinne est positif, et la lésion a eu lieu dans l'oreille interne ou dans l'un des centres cérébraux de l'audition. Si, au contraire, l'audition par voie aérienne a cessé et que celle par voie osseuse persiste, le résultat est négatif, et la lésion se situe dans l'oreille moyenne.

#### Détermination de la perception auditive
La perception auditive est mesurée en décibels HL, et correspond au rapport entre le niveau sonore minimal perçu par le sujet à un niveau correspondant à une audition normale. Elle se mesure avec des sons purs écoutés au casque dans un milieu insonore. L'audiogramme indique le résultat pour chacune des fréquences.
Pour déterminer le degré de surdité d'une personne, on se base sur les résultats de la meilleure oreille (celle qui a le moins de perte d'audition). Pour cette oreille, on fait alors la moyenne des pertes pour les fréquences de 500, 1 000 et 2 000 Hz. En dessous de 20 dB de perte, l'audition est considérée comme normale. Pour le reste, on se reporte à la classification établie par le Bureau international d'audio-phonologie (BIAP), détaillée ci-après.
Une perte de 20 dB à 40 dB correspond à une surdité légère : 30 dB représente le volume sonore d'une conversation à voix basse, ce qui implique que la parole normale est perçue mais certains éléments phonétiques échappent au patient. La voix faible n'est pas correctement perçue. Un enfant atteint de surdité légère peut présenter des signes de fatigue, d'inattention, un certain flou de compréhension, des difficultés articulatoires. Au-dessus de 30 dB de perte, si l'enfant est gêné à l'école, l'appareillage est possible.
Pour une perte de 40 dB à 70 dB, la surdité est moyenne. 60 dB représentant le niveau sonore d'une conversation normale, cela implique qu'à ce niveau, la parole n'est perçue que si elle est forte. Chez l'enfant, les troubles du langage et de l'articulation sont importants, la compréhension est lacunaire. Entre 55 et 70 dB de perte, les enfants perçoivent la voix forte sans comprendre les paroles : l'appareillage et la rééducation sont alors nécessaires.
Pour une atténuation de 70 à 80 dB, la surdité est dite sévère, 80 dB représentant le niveau sonore d'une rue bruyante. Certains enfants atteints de surdité sévère entendent la voix à forte intensité mais ne comprennent pas les paroles. L'amplification des sons est insuffisante pour qu'il y ait élaboration spontanée de langage intelligible. Ces enfants procèdent par désignation de l'objet désiré : un appareillage, une rééducation et l'utilisation de la lecture labiale sont nécessaires.
Enfin, le bruit d'un marteau-piqueur monte à 100 dB et celui d'un réacteur d'avion à 10 mètres à 120 dB. On parle donc de surdité profonde à partir de pertes supérieures à 90 dB. À cet état de surdité, l'enfant n'a aucune perception de la voix et aucune idée de la parole. Pour une surdité profonde, on recalcule une moyenne des seuils des fréquences 250, 500, 1 000 et 2 000 Hz, ce qui permet de distinguer trois sous-catégories :
1. perte de 90 à 100 dB : surdité profonde du premier groupe ;
2. perte de 100 à 110 dB : surdité profonde du second groupe ;
3. perte de 110 à 120 dB : surdité profonde du troisième groupe.

Pour des enfants atteints de surdité profonde, l'apprentissage de la langue des signes est prioritaire. Un appareillage auditif, une rééducation et l'utilisation de la lecture labiale sont nécessaires quand l'âge de communiquer est atteint, ainsi qu'un suivi orthophonique.
Pour les pertes supérieures à 120 dB, on parle de surdité totale ou cophose. Il s'agit généralement d'une surdité de perception due à un dysfonctionnement de la cochlée, aucun son ne peut être perçu. L'appareillage classique (audioprothèse) permet d'entendre les sons, mais pas de comprendre la parole. Seul l'implant cochléaire est efficace pour récupérer le maximum d'informations auditives.
À noter qu'en règle générale, plus la perte d'audition est forte, plus la récupération auditive par le biais de l'appareillage et de la rééducation est difficile, sauf pour les surdités post-linguales (survenues après la constitution d'une zone auditive et linguistique dans le cerveau).

### Surdité unilatérale brusque
La surdité brusque se caractérise par une baisse rapide de l'audition sans parfois même de signe annonciateur. Elle est en général unilatérale et peut être due à plusieurs facteurs: origine virale, auto-immune, une perforation de la membrane tympanique, des antécédents familiaux ou un traumatisme crânien. Mis à part ces facteurs, les origines de cette forme de surdité sont généralement peu connues. Le devenir de l'audition peut être spontanée totale, partielle ou malheureusement irrécupérable. Sa prévalence est comprise entre 5 et 20 cas pour 100 000 personnes.
La prise en charge d'une surdité brusque a fait l'objet de la publication de recommandation (médecine)s par l'« American Academy of Otolaryngology–Head and Neck Surgery » en 2012. La surdité brutale est une vraie urgence nécessitant une prise en charge immédiate, dans les premières heures : un traitement parentéral immédiat (corticoïdes, vasodilatateurs), éventuellement oxygénothérapie hyperbare ; son efficacité est discutée, mais elle serait nulle après une semaine.
La recherche nécessaire d'une cause la retrouve rarement.
Le pronostic fonctionnel est péjoratif (50 % à 75 % ne récupèrent pas), surtout si la surdité est sévère ou profonde et si le traitement est retardé ou nul.

## Étiologie

### Surditécongénitale

#### Malformation
Une malformation appelée aplasie peut être majeure: le pavillon, le conduit auditif, la chaîne ossiculaire ou l'oreille interne sont touchés. Elle peut aussi être mineure: sténose du conduit auditif externe ou malformation d'un osselet (enclume, étrier ou marteau). Une malformation mineure des osselets peut alors entraîner des otites moyennes chroniques avec tympanosclérose, c'est-à-dire des séquelles dues aux inflammations chroniques de l'oreille moyenne. Cependant la progression de la surdité est assez lente.

#### Origine génétique
La surdité d'origine génétique atteint environ 1 à 3 enfants sur 1 000. Beaucoup de ces surdités n'apparaitront qu'au bout de plusieurs années voire plusieurs dizaines d'années.
Les causes génétiques peuvent donner des surdités isolées (un peu moins de la moitié des cas étant dues à une mutation sur le gène GJB2 ou dans le cadre de syndromes malformatifs (syndrome de Waardenburg ou de Pendred).

#### Infection
Les infections virales ou parasitaires au cours de la grossesse comme la toxoplasmose, la rubéole et la maladie des inclusions cytomégaliques en sont souvent responsables. Cette dernière maladie est l'infection la plus fréquente chez la femme enceinte en Europe. Elle atteindrait jusqu'à 2 % des femmes enceintes. La moitié des fœtus de ces femmes seront atteints par le virus et 10 % des fœtus développeront au bout de quelques années une surdité. Ce virus serait responsable d'un peu plus du cinquième des surdités congénitales. La perte d'audition est alors dans ce cas tardive et fluctuante. L'audition étant initialement normale, l'avenir auditif de ces enfants ne peut être prédit.

### Surdité de transmission acquise
Parmi les principaux problèmes qui entraînent fréquemment des surdités de transmission, notons :
- le manque de mobilité du tympan (les causes sont multiples : otite séreuse ou séro-muqueuse, calcification, perforation, cholestéatome...)
- un problème sur la chaîne ossiculaire (ankylose de l'étrier ou otospongiose, luxation d'un osselet, lyse…)

#### Otospongiose
L'otospongiose est une maladie génétique, héréditaire mais à expression variable (la maladie peut sauter des générations avant de s'exprimer par une surdité). Plus souvent bilatérale, elle touche les os de l'oreille (ostéodystrophie de la capsule otique). Causée par un trouble du métabolisme osseux, c'est-à-dire que le renouvellement des os est anormal. Des foyers de déminéralisation et d'ossification anormale de la capsule otique provoquent alors un blocage de la platine de l'étrier (Ankylose stapédo-vestibulaire) ou une ostéogenèse imparfaite (maladie de Lobstein ou des os de verre). L'otospongiose est plus fréquente chez les femmes, le rapport est de deux femmes pour un homme et de 0,1 à 2 % de la population. Elle intervient chez le jeune adulte (entre 20 et 40 ans). Les apparitions juvéniles sont plus rares.

#### Post-infectieuse
Les séquelles d'otites (l'otite moyenne aiguë (OMA) est une infection de l'oreille moyenne concernant le tympan ou la caisse du tympan, petite cavité osseuse située entre le tympan et l'oreille interne et contenant les osselets)donnent une altération du fonctionnement du système tympano-ossiculaire. Elles peuvent entraîner une perforation tympanique, une imperméabilité de la trompe d'Eustache, lyse ossiculaire avec interruption de la chaîne.

#### Cholestéatome
Le cholestéatome est une forme d'otite chronique avec une présence d'épiderme dans les cavités de l'oreille moyenne (épithélium pavimenteux). Ce surplus d'épiderme se présente comme un kyste ou comme une poche remplie de squames de peau. Elle grossit petit à petit pour provoquer une infection chronique de l'oreille moyenne mais aussi la destruction des structures osseuses contenues dans et autour de l'oreille.

#### Maladie osseuse de Paget
La maladie osseuse de Paget (infection chronique du squelette adulte, au cours de laquelle le turnover osseux est accéléré dans certaines régions. La maladie peut être asymptomatique ou entraîner des douleurs osseuses ou des déformations d'apparitions progressives.)cause une surdité due aux lésions qui touchent l'os temporal et le crâne qui provoquent un surplus de remodelage osseux anormal qui est fabriqué aboutissant à de nombreuses anomalies osseuses dont l'épaississement des osselets.

### Surdité de perception acquise

#### Presbyacousie
La presbyacousie ou surdité due à l'âge est due au vieillissement des cellules de l'oreille et à l'usure. Elle se manifeste par une perte d'audition bilatérale (touchant les deux oreilles). Elle apparaît progressivement à l'avancée de l'âge et intervient souvent à partir de soixante ans. Elle débute premièrement par la perte des sons aigus. Cependant l'âge de la presbyacousie peut dépendre de différents facteurs.

#### Neurinome de l'acoustique
Le neurinome de l'acoustique est une tumeur nerveuse bénigne de l'angle ponto-cérébelleux. Elle se développe par les cellules de Schwann (à l'origine de la gaine de myéline entourant les axones du nerf). Le neurinome de l'acoustique est habituellement unilatéral, isolé et non héréditaire, sauf lorsqu'il s'agit d'une maladie génétique rare appelée maladie de Recklinghausen ou neurofibromatose.

#### Otospongiose
L'otospongiose est une maladie héréditaire de la capsule labyrinthe est une cause fréquente de surdité de transmission de l'adulte.Le traitement est chirurgical. L'intervention chirurgical peut amener une bonne restitution de l'acuité auditive, sauf lorsque l'oreille interne est également atteinte.Ce type d'otospongiose évolue en fonction d'événements hormonaux (grossesses) et surtout en présence d'antécédents familiaux connus de surdité.

#### Maladie de Ménière
La maladie de Ménière est un trouble de l'oreille interne qui entraîne des vertiges, une perte de l'audition neurosensorielle fluctuante et des acouphènes. Il n'y a pas de test diagnostic fiable. Les vertiges et les nausées sont traités de façon symptomatique par des anticholinergiques ou des benzodiazépines, lors de crises aiguës. Les diurétiques et un régime alimentaire pauvre en sel, la première ligne du traitement, diminuent souvent la fréquence et la gravité des épisodes. Dans les cas graves ou réfractaires, une aréflexie vestibulaire peut-être obtenue avec de la gentamicine en administration locale ou une intervention chirurgicale. Les causes de cette maladie sont à l'heure actuelle encore très peu connues.

#### Origine auto-immune
La surdité de perception endochocléaire est d'origine auto-immune. Ce type de surdité peut être intégré dans une maladie de système ou paraître isolé. L'organisme fabrique des auto-anticorps qui vont détruire les antigènes de la cochlée. La surdité de perception est bilatérale, asymétrique et s'installe sur quelques semaines ou mois.

#### Par traumatisme sonore

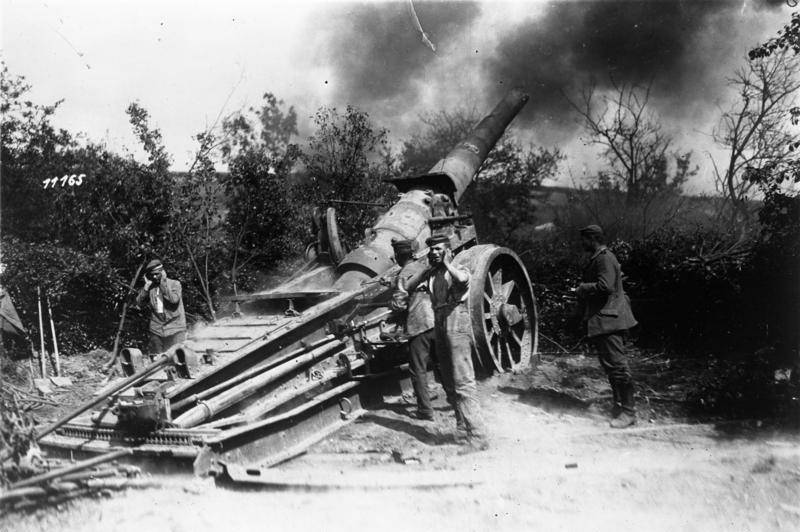
De nombreux artilleurs et pratiquant de tir sportif ou chasseurs subissent des pertes temporaires ou durables d'audition

Les traumatismes sonores peuvent se manifester à cause d'un claquage de l'oreille, au-dessus d'un certain volume au-dessus de 125 dB. Une longue exposition à un son aigu, à 4 000 Hz peut aussi causer une perte auditive partielle de 30 à 40 dB.
Le bruit entraîne une surdité par destruction de l'oreille interne qui survient sous forme d'accident à la suite d'un son de très forte intensité, ou progressivement par exposition prolongée à des bruits trop intenses (avec une corrélation entre le temps d'exposition et le niveau sonore). Le mécanisme est la destruction progressive irréversible des cellules ciliées de l'organe de Corti dont les premières cellules touchées sont celles de la perception des sons de fréquence 4 000 Hz ce qui explique l'évolution clinique et la nécessité, prévue par la législation d'une surveillance régulière par audiogrammes des salariés exposés au bruit.
L'évolution passe généralement par 4 phases : 
- un stade de fatigue auditive avec une perte auditive dans les 4 000 Hz transitoire qui apparaît à l'exposition et disparaît au repos ;
- puis ce déficit auditif devient permanent et définitif sous forme d'un scotome localisé sur la fréquence des 4 000 Hz sans que la personne ne puisse s'en rendre compte car les fréquences de la parole, dites « conversationnelles » sont de 500 à 2 000 Hz ;
- une troisième phase marque le début de la gêne avec des difficultés de compréhension quand le scotome s'étend et touche les 2 000 Hz ;
- l'évolution se poursuit par une aggravation de la perte auditive, sans que les fréquences les plus basses soient touchées[41].

#### Ototoxicité médicamenteuse
De très nombreux médicaments peuvent provoquer des lésions souvent irréversibles au niveau des structures nerveuses de l'oreille entraînant une baisse, parfois sévère, des capacités auditives. Cette ototoxicité dépend de la dose et de la durée des traitements et elle est variable d'un sujet à l'autre ; elle est aggravée par une mauvaise élimination du produit incriminé (insuffisance rénale par exemple).
- Antibiotiques de la famille des aminosides. Cet effet ototoxique peut survenir après administration parentérale (intraveineuse ou intramusculaire), orale, locale ou par aérosols.
- Antibiotiques de la famille des macrolides (érythromycine) quand ils sont administrés par voie intraveineuse : perte d'audition habituellement réversible et fréquemment associée à des acouphènes.
- Vancomycine à fortes doses, elle est responsable d'une perte auditive généralement irréversible.
- Salicylés et autres anti-inflammatoires non stéroïdiens pris à forte dose et sur une longue durée : acide acétylsalicylique (aspirine), phénylbutazone et ses dérivés, diclofénac, ibuprofène, indométacine…
- Diurétiques (furosémide, acide éthacrinique, bumétanide) avec ototoxicité dose-dépendante, habituellement réversible à l'arrêt du traitement.
- Chimiothérapie : Cisplatine, vincristine, moutardes azotées, vinblastine, carboplatine, bléomycine ont une ototoxicité importante.
- Antipaludéens : quinine et chloroquine sont ototoxiques si la durée du traitement dépasse plusieurs mois.
- Autres médicaments plus rarement : antiarythmiques bêta-bloquants (propranolol, métoprolol), carbamazépine, acide valproïque, médicaments anti-ulcéreux (cimétidine, oméprazole), certains opiacés morphiniques, antidépresseurs tricycliques, IMAO, anxiolytiques (famille des benzodiazépines).

## Traitement
Si le traitement commence par le dépistage, c'est le plus souvent le triangle ORL/audioprothésiste/orthophoniste et audiologiste qui prennent en charge le patient, en dehors des traitements chirurgicaux.
Grâce à l'évolution de la médecine, de nombreux progrès sont apparus afin de permettre l'amélioration de la qualité de l'audition pour personnes atteintes de surdité. De nombreux appareillages et techniques chirurgicales sont désormais disponibles :
- audioprothèses et implants cochléaires ;
- aérateur tympanique : asséche l'oreille moyenne dans une otite séreuse, afin de rétablir la pression atmosphérique de chaque côté du tympan pour qu'il puisse vibrer correctement ;
- chirurgie : tympanoplastie, remplacement de l'étrier par une prothèse pour traiter l'otospongiose… ;
- pose d'un drain : permet à l'air d'entrer et de sortir de l'oreille, et aux sécrétions d'en sortir ;
- prothèse auditive : chaîne électroacoustique miniaturisée destinée à transformer un message sonore afin d'amplifier, réguler et de trier le son. Elles ne peuvent cependant pas rendre une audition normale à la personne sourde.

## Modes de communication
Pour pallier les difficultés de communication lié à la surdité, les personnes sourdes ont plusieurs méthodes. Ces méthodes sont utilisées en fonction des interlocuteurs et des capacités de la personne sourde.

### La méthode oraliste
Cette méthode consiste à apprendre progressivement à lire sur les lèvres d'autrui (c'est ce que l'on appelle la lecture labiale) et à prononcer les syllabes. L'objectif étant qu'il puisse parler comme un entendant. Cette approche est plus facile pour les sourds qui possèdent un reste auditif, pour les malentendants ou pour des enfants devenu sourds mais ayant déjà appris la langue orale. Elle est difficile et demande davantage de concentration et de travail pour les autres car la lecture labiale permet de saisir uniquement 30% du message émis.

### Le langage parlé complété (LPC)
Le langage parlé complété (LPC) est issu du Cued Speech américain, soit littéralement « parole codée»). Cette méthode permet d'ajouter à la parole des indices visuels. Elle associe à chaque syllabe un signe élaboré par configuration manuelle. Ce système permet de supprimer les ambiguïtés de la lecture labiale et de différencier des syllabes qui ont la même image labiale. Le LPC est plus utile que la lecture labiale seule. Le LPC permet au sourd de saisir la totalité du message car il offre un soutien à la lecture labiale. Il permet ainsi l'accès à la langue française dans des conditions comparables à celles d'un enfant entendant. C'est un outil très efficace pour l'apprentissage de la lecture et de l'écriture, car il permet une totale autonomie du sourd face au support écrit.
Le langage parlé complété est facile à apprendre (une vingtaine d'heures pour acquérir l'ensemble des clefs) ; il demande ensuite une pratique régulière. Il est souhaitable de l'utiliser en famille (parents, fratrie, grands-parents, cousins…).
Les choix familiaux peuvent être relayés dans le cadre scolaire, puisque des codeurs et codeuses professionnels en LPC sont autorisés — dans le cadre de la loi du 11 février 2005 pour l'égalité des droits et des chances, la participation et la citoyenneté des personnes handicapées — à intervenir en classe. Leur présence permet aux élèves sourds de bénéficier de l'intégralité du cours dispensé par le professeur, des interventions des élèves et de l'ambiance de classe : bruits divers, blagues, chahut… La vie de la classe est restituée dans son ensemble et permet donc l'intégration et la participation de l'élève sourd au sein du groupe.
Le LPC existe en France depuis une trentaine d'années. L'association pour la promotion de la langue française parlée complétée (ALPC) dispense informations et formations pour les parents et les professionnels, notamment les orthophonistes (ou logopèdes) et les éducateurs spécialisés.

### Les langues des signes
Selon Delphine Fleurion (2024), Il y a plus de 150 langues des signes dans le monde ; « apprendre à « signer » précocement permet de développer des compétences visuelles, spatiales et attentionnelles, et améliore la capacité à comprendre et anticiper les pensées d'autrui ainsi que l'organisation des connaissances en mémoire. À l'inverse, une l'exposition tardive à la langue peut avoir des conséquences néfastes sur le développement cognitif et social ». « parmi les 90 à 95 % d’individus sourds, dont les parents sont entendants, beaucoup sont susceptibles de ne découvrir que tardivement la langue des signes, souvent après la période sensible pour l’acquisition du langage, qui s’étend durant les cinq premières années de vie, période pendant laquelle le cerveau a un fort potentiel de plasticité cérébrale ». La langue des signes est traitée dans les mêmes aires cérébrales que la langue vocale, mais via des canaux sensoriels différents (visualisation et analyse du langage non verbal), ce qui implique une réorganisation neuronale (avec une plasticité cérébrale accrue si la surdité survient tôt). Une exposition précoce à la langue des signes développe des compétences visuelles, spatiales et attentionnelles, ainsi que des fonctions supérieures comme la théorie de l'esprit. Un apprentissage tardif nuit au développement cognitif et social de l'enfant porteur d'une surdité. Selon Delphine Fleurion l'apprentissage de la langue des signes est à encourager dès le plus jeune âge pour favoriser le développement global des enfants sourds.

### La langue des signes française (LSF) et la langue des signes québécoise (LSQ)
Les langues des signes (LS) sont des langues visuelles et gestuelles, et non sonores comme les autres langues. Cette méthode est un mode de communication gestuel élaboré par les sourds eux-mêmes. Il peut exprimer toutes les particularités d'une langue. La LSF ou la LSQ détient un vocabulaire, une grammaire et une syntaxe qui lui sont propres tout en conservant la syntaxe de la langue française. Elle peut se pratiquer simultanément au langage oral. La LSF propose un signe pour chaque mot. Elle utilise aussi la dactylologie (un signe pour chaque lettre alphabétique) et la lecture labiale. L'expression du visage est importante car elle permet de renseigner l'interlocuteur sur la vitesse, la taille ou la quantité. On peut considérer la langue des signes comme la langue naturelle des personnes sourdes car elle est visuelle et leur permet une compréhension immédiate. La LSF est fortement liée à l'identité des personnes de la communauté sourde, comme nous le verrons dans la partie historique. Actuellement, un système d'écriture de la langue des signes a été mis sur pied (« SignEcriture » ou « SignWriting »). Il permet de représenter chaque signe par le biais d'un dessin qui indique la configuration de la main, les mouvements, les expressions faciales, etc. Ainsi, chaque langue des signes peut être écrite. Contrairement à une idée très répandue, celle-ci n'est pas universelle. Toutefois, certains signes sont communs à plusieurs pays, et cela peut permettre à des sourds, pourtant originaires de pays différents, de communiquer rapidement entre eux grâce des signes très iconisés. La langue des signes existe en France depuis plus de deux siècles. Il existe des interprètes en langue des signes.
On considère que la langue des signes est la langue naturelle des sourds car elle est acquise par l'enfant de façon naturelle lorsque ses parents communiquent en langue des signes. Ceci n'est pas une appellation exclusive. De nos jours, l'adoption ou non de la langue des signes comme langue maternelle de l'enfant est fonction du choix d'éducation des parents et des professionnels de la surdité. Un sourd peut apprendre n'importe quelle langue à partir du moment où il en maîtrise au moins une, au même titre qu'un entendant.
La lecture labiale, quant à elle, permet au sourd de comprendre un interlocuteur oralisant, mais ne lui permet pas de percevoir l'intégralité du message. On estime que 30 % seulement du message est « lu » sur les lèvres, le reste étant interprété par la personne sourde suivant le contexte (suppléance mentale), ce qui donne souvent lieu à des malentendus. Par exemple, certains sons se ressemblent énormément sur les lèvres comme baba, papa et mama. Des phonèmes sont invisibles sur les lèvres comme le /r/ et le /k/ et sont donc difficiles à percevoir. Il existe même des blagues sourdes tirant parti de ces confusions comme meilleurs veaux pour « meilleurs vœux »…

### L'éducation bilingue
L'éducation bilingue propose d'apprendre aux enfants la LSF et le français écrit. Elle permet à la personne sourde d'avoir une communication avec d'autres sourds qui répond à ses besoins ainsi que de communiquer avec les entendants. Cela lui donne l'accès à la langue nationale de son pays tout en lui laissant une langue maternelle qui lui permettra de développer sa propre identité liée à la communauté et à la culture sourde. Les parents entendants ayant des enfants sourds sont sensibilisés à répondre aux besoins de leur enfant et ainsi lui permettre de s'exprimer avec son langage naturel (gestes). Il faut savoir que la plupart des enfants sourds naissent de parents entendants (90%).

### Technologie
L'appareillage (audioprothèse) permet aux malentendants de mieux entendre et aux sourds profonds d'avoir des repères sonores. Il est plus utilisé par les personnes qui deviennent sourdes en vieillissant. Beaucoup de parents entendants d'enfants sourds choisissent aussi cette option. Tous les sourds ne portent pas d'appareils, soit parce qu'ils ont une surdité trop profonde pour s'en servir efficacement, soit par choix personnel : on sait surtout que, pour les sourds et certains malentendants (sourds de naissance), l'appareillage n'est pas un miracle ; les repères sonores sont perçus d'une façon très différente de celle des entendants.
L'implant cochléaire est un appareil électronique composé d'un implant interne (une plaque métallique placée derrière l'oreille et des électrodes insérées dans la cochlée lors d'une opération chirurgicale) et d'un implant externe (un aimant qui est collé derrière l'oreille et un boîtier externe ou un contour d'oreille qui captent le son et le transmettent à l'implant interne). Il est utilisé pour les enfants sourds profonds et les devenus-sourds adultes sous certaines conditions (ancienneté de la surdité, état de la cochlée, appareils classiques non efficaces, etc.). L'implant cochléaire permet ainsi aux sourds profonds de retrouver une perception auditive, mais il ne remplace pas l'ouïe et nécessite une rééducation auditive importante.

#### Sous-titrage pour sourds et malentendants
On le désigne parfois sous le sigle de CC (close captioning)
- Medias-soustitres.com, le site militant des médias sous-titrés pour les personnes sourdes et malentendantes[45].
- [ Cinécriture ] Œuvre pour la promotion et le développement du sous-titrage au cinéma pour les personnes sourdes ou malentendantes[46].
- www.universalsubtitles.org/fr/[47] est un projet communautaire développé par la Participatory Culture Foundation[48] mettant à disposition un outil libre et gratuit pour l'ajout de sous-titres aux vidéos présentes sur la toile (Youtube, Vimeo, HTML5, et autres). Au-delà du travail collaboratif de création et de traduction de sous-titres le site en est une plate-forme de diffusion et partage multilingue.

#### Accessibilité pour communiquer par téléphone
Cinq fournisseurs en France proposent des solutions d'accessibilité téléphonique : Sourdline, Deafi, Acceo, Elioz et Rogervoice. Ces fournisseurs proposent de services d'insertion professionnelle, d'accessibilité aux conférences et/ou d'accessibilité de l'accueil téléphonique ou du service client.
À la suite de l'article 105 de la loi pour une République numérique adoptée en octobre 2016, depuis le 8 octobre 2018 les opérateurs proposent l'accessibilité téléphonique inclus avec un abonnement téléphonique. Le service est offert pour 3 heures d'appels par mois, du lundi au vendredi 8h30 à 21h et le samedi de 8h30 à 13h, hors jours fériés. Ce service est disponible via l'application Rogervoice (pour les abonnés des opérateurs membres de la Fédération française des télécoms notamment Bouygues, Orange et SFR) ou via Free Relais.
Un rapport du gouvernement prévoit de revoir le dispositif global pour améliorer le parcours utilisateur et les conditions d'accès en France d'ici 2024.

### Éducation/Enseignement

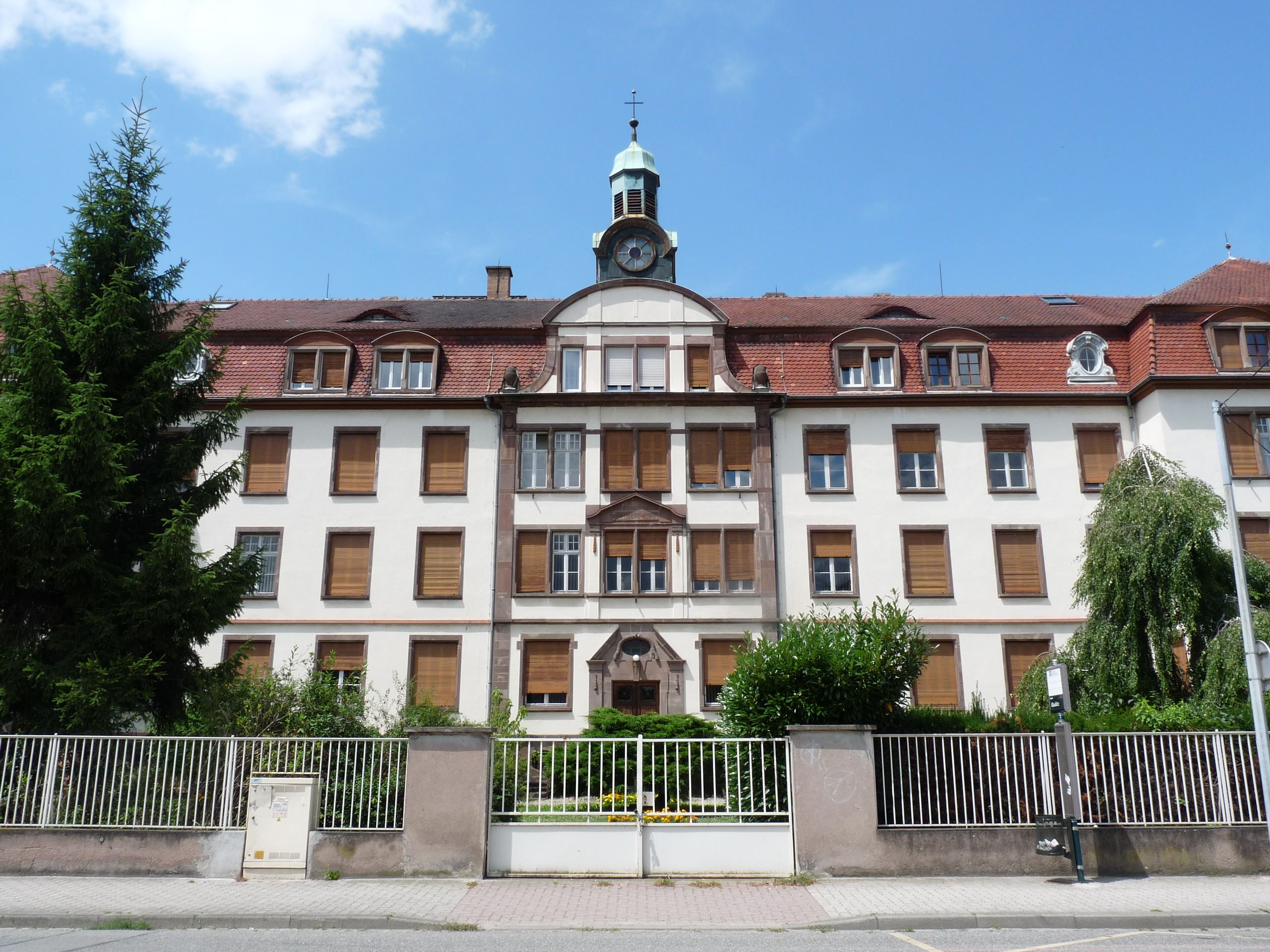
Centre Auguste Jacoutot au Neuhof, au sud de Strasbourg.

Dans l'ensemble, on distingue deux grandes méthodes dans l'éducation des sourds :
- le bilinguisme qui consiste en l'apprentissage d'une langue des signes (par exemple : la langue des signes française (LSF), la langue des signes québécoise (LSQ), la langue des signes de Belgique francophone (LSFB) ou l'American Sign Language (ASL) et d'une langue orale dans sa forme écrite (par exemple le français écrit ou l'anglais écrit), afin de permettre à l'enfant sourd d'accéder à la langue nationale et à la culture majoritaire de son pays tout en faisant de la langue des signes sa langue maternelle et en lui permettant de développer son identité, liée à la communauté sourde et à la culture sourde[50] ;
- la rééducation orale qui consiste à donner à l'enfant sourd la langue et la culture majoritaire de la société, généralement partagée par ses parents entendants, et donc à lui permettre de s'exprimer à l'oral, avec ou sans l'aide de mode communication d'appoint comme le langage parlé complété (LPC). Elle permet à l'enfant sourd qui peut évoluer dans un milieu entendant de s'intégrer dans la société, selon les normes de la culture majoritaire. Cette approche a davantage de pertinence pour les personnes sourdes qui possèdent un reste auditif, les malentendants, ou les personnes devenues sourdes qui ont déjà acquis la langue orale comme langue maternelle. Pour les personnes qui vivent avec une surdité profonde, la langue des signes reste prioritaire pour évoluer et s'intégrer dans la société.

Toutefois, ces deux méthodes d'éducation ne sont pas forcément contradictoires, même si elles sont l'objet de conflits et de discussions interminables entre les partisans de chaque méthode pour savoir laquelle est la meilleure.
Normalement, les parents confrontés à ce choix peuvent opter pour l'une ou l'autre des éducations dispensées aux enfants sourds bien que les moyens ne soient pas également répartis sur l'ensemble du territoire : on voit des familles déménager ou bien effectuer des transports assez longs pour les enfants sourds. Le choix se fait donc entre l'enseignement de la langue des signes et l'oral avec appareillage, ou la langue française parlée complétée (LFPC) et l'oral avec appareillage. Il est également possible d'utiliser les trois au départ, puis de ne retenir ensuite que la formule qui réussit le mieux à l'enfant sourd.

### Aides pédagogiques

#### Problématique
La problématique développée ici s'applique aux enfants sourds et malentendants qui éprouvent des difficultés lors de l'apprentissage de la lecture.
Certaines compétences orales sont utiles pour l'apprentissage de la lecture, c'est-à-dire : la référenciation d'illustration au texte, la distinction auditive, la représentation des phonèmes en mémoire à court terme de même que la conscience phonologique qui justement fait défaut chez les enfants sourds.
Ceux-ci n'y accèdent pas par la modalité auditive comme tous les autres enfants entendants, mais par la modalité visuelle. Ce qui engendre un déficit lexical majeur chez les enfants atteints de déficience auditive.
Lors des prémisses de la lecture, l'enfant sourd ou malentendant traite l'information en privilégiant la modalité visuelle et adopte une stratégie de lecture appelée « Visuo-graphique ». Cette méthode permet de comprendre le sens d'un mot dont on a mémorisé l'orthographe.
Les enfants sourds qui acquièrent un bon lexique orthographique (mémorisation visuelle) vont assimiler de nombreux mots écrits et ainsi réduire leurs difficultés lors de l'apprentissage de la lecture.
La réussite de l'apprentissage de la lecture est lié à la facilité d'associer l'écrit au signe. Un autre avantage est mis en avant pour développer un bon apprentissage en lecture-écriture, il faut développer préalablement de bonnes capacités langagières par la langue orale ou la langue des signes.
Le développement dans l'éducation des technologies de l'information et de la communication a eu un réel impact sur la communauté sourde. Des applications, ainsi que la création de logiciels, leur ont permis de communiquer et apprendre. Quelques formations par la technologie associe le « visuel », l'écriture et la langue des signes. Malgré tout, il ne faut pas oublier qu'il existe une fracture numérique concernant l'accès à ces nouveaux outils.
Ce type d'enseignement par le numérique permet de prendre en considération l'élève sourd ou malentendant sans gêner son développement cognitif, émotionnel, intellectuel et culturel.

#### Cadre légal en Belgique francophone
La première étape a été la reconnaissance de la Langue des Signes par le Parlement de la Communauté française de Belgique. En effet, il reconnaît officiellement la Langue des Signes belge francophone, le 21 octobre 2003, tandis que le Parlement flamand la reconnaît plus tardivement, soit le 26 avril 2006 (Décret relatif à la reconnaissance de la langue des signes, 2003).
Par la suite, la Belgique a signé et approuvé la Convention ONU, adoptée le 13/12/2006. Cette convention énonce dans son article 24 que les États signataires veillent à ce que le enfants handicapés ne soient pas exclus, sur le fondement de leur handicap, de l'enseignement primaire gratuit et obligatoire ou de l'enseignement secondaire. Et que chacun d'entre eux dispose d'aménagements raisonnables en fonction de ses besoins.
Selon le décret relatif à la reconnaissance de la langue des signes, nous pouvons définir les aménagements raisonnables comme des outils d'aide à la personne handicapée, des outils qui permettent de réguler l'équité entre les élèves et permettre une progression du parcours scolaire.
Toujours selon le décret, un besoin spécifique est issu d'une spécificité, d'une difficulté, d'une condition permanente ou semi-permanente qui bloque l'apprentissage et demande une aide spécifique pour l'apprenant afin de l'aider à surmonter cet obstacle.
Les missions du service d'aide à l'inclusion scolaire et extrascolaire sont également cadrées dans un autre décret décret. Il s'agit notamment de collaborer avec la personne handicapée et sa famille en mettant en valeur ses ressources et son potentiel, de soutenir cette personne, de permettre qu'elle soit accueillie correctement et qu'elle bénéficie de prestations diverses complétant l'action scolaire, et finalement de soutenir son autonomie .

#### Moyen numérique et utilisation
Les téléphones portables adopteront eux aussi très rapidement le mode 3G : un téléphone léger, incluant la visiophonie, non dédié aux sourds, donc susceptible d'évolutions, qui permet de communiquer directement en langue des signes. Cet échange direct en langue des signes est également rendu possible, dans le cadre privé interpersonnel par l'apparition de la webcam et, dans le domaine institutionnel, par le développement de la visioconférence.

## Lien social

### Communication
Communiquer est un besoin essentiel pour l'être humain. La communication permet d'échanger des impressions, des messages et de se comprendre. Elle est indispensable à la participation à la vie sociale. C'est au niveau de la communication que se situent les difficultés de la rencontre entre sourds et entendants. En effet, ils n'ont pas le même mode de communication et cela implique une compréhension parfois partielle entre l'un et l'autre. C'est dans la communication que nous pouvons voir à quel point la surdité est un handicap qui touche les deux personnes qui souhaitent être en relation.

### Sociabilité
Gilles Ferrol définit la sociabilité comme le caractère sociable des individus et comme une aptitude psychologique à nouer contact avec autrui. Elle peut se voir dans les rapports avec la parentèle, le voisinage, l'engagement associatif, les sorties et réceptions. La sociabilité comprend l'ensemble des relations objectives entretenues par un individu avec les autres.
Selon Mercklé, la sociabilité peut se définir par le recensement de ses manifestations extérieures les plus facilement mesurables comme des réceptions à domicile, des sorties, la fréquentation des bals, des cafés, la pratique du sport, les promenades, les jeux, le téléphone, les sms, les mails, le courrier, les visites, etc..

### Réseau social
Le réseau est l'ensemble des liens ou des relations d'un individu donné avec d'autres personnes. Le capital social peut être vu comme le réseau durable de relations d'une personne. Il constitue ses ressources actuelles ou potentielles. Tout réseau se base sur des relations entre les personnes, que ce soit en échanges monétaires, transferts de biens, échanges de services, transmissions d'informations, ordres, contacts physiques, interactions verbales ou gestuelles, ou encore une participation commune à un même événement. Un réseau fonctionne sur le principe que chacun donne quelque chose et reçoit en échange. Selon Mercklé, les relations sociales peuvent être électives (relations amicales), semi électives (relations de parenté), non électives (relations de travail ou de voisinage), selon que la personne les choisisse ou non.

## Relations sociales
La relation entre le sourd et l'entendant est intéressante car elle réunit deux personnes différentes de par leur langage, leur culture et leurs représentations.

### Relations sourds-entendants
Le sourd ou l'entendant dans sa communauté connaît les plaisirs d'une communication immédiate et naturelle.
Les langues parlées sont faites pour être écoutées. Elles n'utilisent qu'un seul type de signes : la voix. Lorsqu'une personne parle, elle utilise sa voix, elle l'entend et peut donc la moduler (c'est ce que l'on appelle le feed-back auditif). Pour pouvoir l'écouter, elle utilise le canal auditif.
Les langues gestuelles, utilisées par les sourds, sont faites pour être vues : pour « parler », des gestes sont utilisés (c'est ce que l'on appelle le feed-back visuel).
Ainsi, selon Mottez (1981), dans ces deux types de communication, tout ce qui est émis est perçu. Ils sont directs et n'utilisent qu'un seul type de signe. Chaque signe émis est perçu à la fois par l'émetteur et le récepteur. C'est la meilleure solution pour que chaque personne puisse s'exprimer totalement et ne ressente aucune difficulté à comprendre.
Lors de la rencontre entre sourd et entendant, la communication sur le mode oral ne peut pas être direct. En effet, lorsque le sourd est récepteur du message oral émis par l'entendant, il reçoit uniquement une image visuelle (donnée par une lecture labiale). Lorsqu'il est émetteur, c'est-à-dire lorsqu'un sourd participe à un échange verbal, il utilise plusieurs signes : visuel et kinesthésique. Il a donc besoin de temps pour percevoir le sujet de la conversation, ne comprend pas tout et ne peut s'exprimer aisément, surtout dans une conversation à plusieurs. Seule la langue des signes lui permet de participer pleinement à une conversation.
Les difficultés que perçoivent les sourds dans la communication avec les entendants peuvent entraîner un sentiment d'isolement et de rejet. Au sein de la communauté sourde, par contre, ils ont en commun une langue, des valeurs, des règles de comportement, des traditions et une identité.

### Différences linguistiques
Les relations entre sourds et entendants sont marquées par les difficultés de communication, au même titre que deux personnes appartenant à des communautés linguistiques différentes.
Comme démontré dans les nouvelles approches du handicap, les sourds ont une déficience auditive.
Le handicap n'apparaît que lorsqu'ils sont confrontés au monde des entendants qui n'est pas adapté à leur déficience. Leur handicap n'en est plus un lorsqu'ils se regroupent entre eux et usent du même mode de communication.

### Difficultés pour le sourd
Principales difficultés pour la personne sourde :
• Lecture labiale
• Compréhension du vocabulaire, de la grammaire et de la syntaxe (difficultés rencontrées lorsqu'on apprend une langue étrangère)
• Manque de précision de la part de l'entendant
• Manque de connaissances de l'entendant à propos de la surdité : il ne remarque pas que la personne est sourde ou pense que l'appareil auditif lui permet de bien entendre. Il lui parle donc comme à un autre entendant.
• L'entendant oublie parfois des réflexes qui pourraient aider à la compréhension (écrire ou faire des gestes).

### Impact sur les interactions
Ces difficultés à se comprendre peuvent altérer la relation et les interactions entre sourd et entendant. Il arrive parfois que l'un ou l'autre fasse semblant d'avoir compris. Il est possible également que les deux personnes parlent de sujets différents car dans les deux cultures les références sont différentes. Il se peut que l'un parle d'un thème peu connu de l'autre ou que les sous-entendus soient différents d'une culture à l'autre.
Ces difficultés de compréhension, les efforts qui s'ensuivent et les malentendus qui peuvent survenir créent une barrière à la communication : les deux personnes ont peur de mal se comprendre et elles retirent beaucoup moins de plaisir que dans une conversation habituelle. C'est ce qui peut les rendre réticentes à engager la conversation, à créer des relations sociales et à partager de l'amitié avec l'autre population. Si les difficultés se font trop persistantes, chacun préférera retourner dans sa communauté afin de pouvoir avoir des conversations approfondies.
Dans la communication avec l'entendant, un sourd peut se sentir assisté et diminué car il ne peut ni tout comprendre, ni montrer toutes ses capacités cognitives. Il ne peut pas toujours participer aux conversations de groupe et peut ressentir la sensation d'être étranger. Un sourd qui ne participe pas à la vie de sa communauté vit souvent des expériences négatives, il peut se sentir différent et anormal. Il peut plus rarement et difficilement avoir une communication en profondeur et n'a pas le plaisir de la communication sans efforts et sans stress. Il n'aura peut-être pas accès à certaines informations du fait de ses problèmes de compréhension.
Au sein de sa communauté, par contre, le sourd peut expérimenter réellement la participation à la vie de groupe car tous ont la même langue et ils partagent des expériences de vie semblables liées à la surdité. L'appartenance des sourds à leur communauté est très grande.
La participation à la communauté des sourds permet d'échanger des expériences, des savoir-être et savoir-faire spécifiques aux sourds et qui leur permettent l'intégration dans le monde entendant. Ils y partagent également des informations générales sur le monde extérieur. Un sourd qui a fait l'expérience de sa communauté n'attribue généralement pas les problèmes de communication avec les entendants à leur mauvaise volonté ou à sa déficience. Il est conscient que c'est la différence de langue, de culture et de mode de vie qui en est responsable.

#### Points de vue médicaux et sociaux
- Audrey Colleau-Attou (dir.), Dépistage précoce de la surdité et prise en charge, Fédération nationale des orthophonistes, Paris, 2009, 168 p. (numéro spécial de la revue Rééducation orthophonique, no 237, 2009)
- Nathalie Lachance, Territoire, transmission et culture sourde : perspectives historiques et réalités contemporaines, Presses de l'Université Laval, Québec, 2007, 292 p.  (ISBN 978-2-7637-8393-2)
- Frédéric Pellion (dir.), Surdité et souffrance psychique, Ellipses, Paris, 2001, 127 p.  (ISBN 2-7298-0643-1)
- Marc Renard, Les sourds dans la ville : surdités et accessibilité, les Éd. du Fox, Les Essarts-le-Roi, 2008 (3e éd.), 574 p.  (ISBN 978-2-9529348-2-4)
- Oliver Sacks, Des yeux pour entendre : voyage au pays des sourds (trad. de l'anglais par Christian Cler), Éd. du Seuil, Paris, 1990, 233 p.  (ISBN 2-02-011584-0)
- Dominique Seban-Lefebvre et Christine Toffin, L'enfant qui n'entend pas : la surdité, un handicap invisible, Belin, Paris, 2008, 191 p.  (ISBN 978-2-7011-4410-8)
- Benoit Virolle (éd), Psychologie de la surdité, Questions de personne, Paris, Bruxelles, 1996, 459 p.
- Frédéric Pellion (dir.), Surdité et souffrance psychique, coll. « Vivre et Comprendre », Paris, 2001, 127 p.
- Bernard Valgaeren et Christophe Girard "Bernarreke" tome 1  (ISBN 978-2-35419-080-4) et tome 2  (ISBN 978-2-35419-091-0)
- Patrick Belissen (dir.), Paroles de Sourds, La Découverte, Paris, 2018, 270 p.  (ISBN 978-2-7071-9802-0)
- Zoé Besmond de Senneville, Journal de mes oreilles, Flammarion, Paris, 2021, 176 p.  (ISBN 978-2-0802-3674-6)
- Cédric Cannone, Le Silence du girafon, Books on Demand, Norderstedt, 2023, 258 p.  (ISBN 978-2-3221-5238-4).